# Lamnostoma
Lamnostoma es un género de peces anguiliformes de la familia Ophichthidae.

## Especies
Se reconocen las siguientes especies:
- Lamnostoma kampeni
- Lamnostoma mindora
- Lamnostoma orientalis
- Lamnostoma polyophthalma
- Lamnostoma taylori